# Ryōichi Ikegami

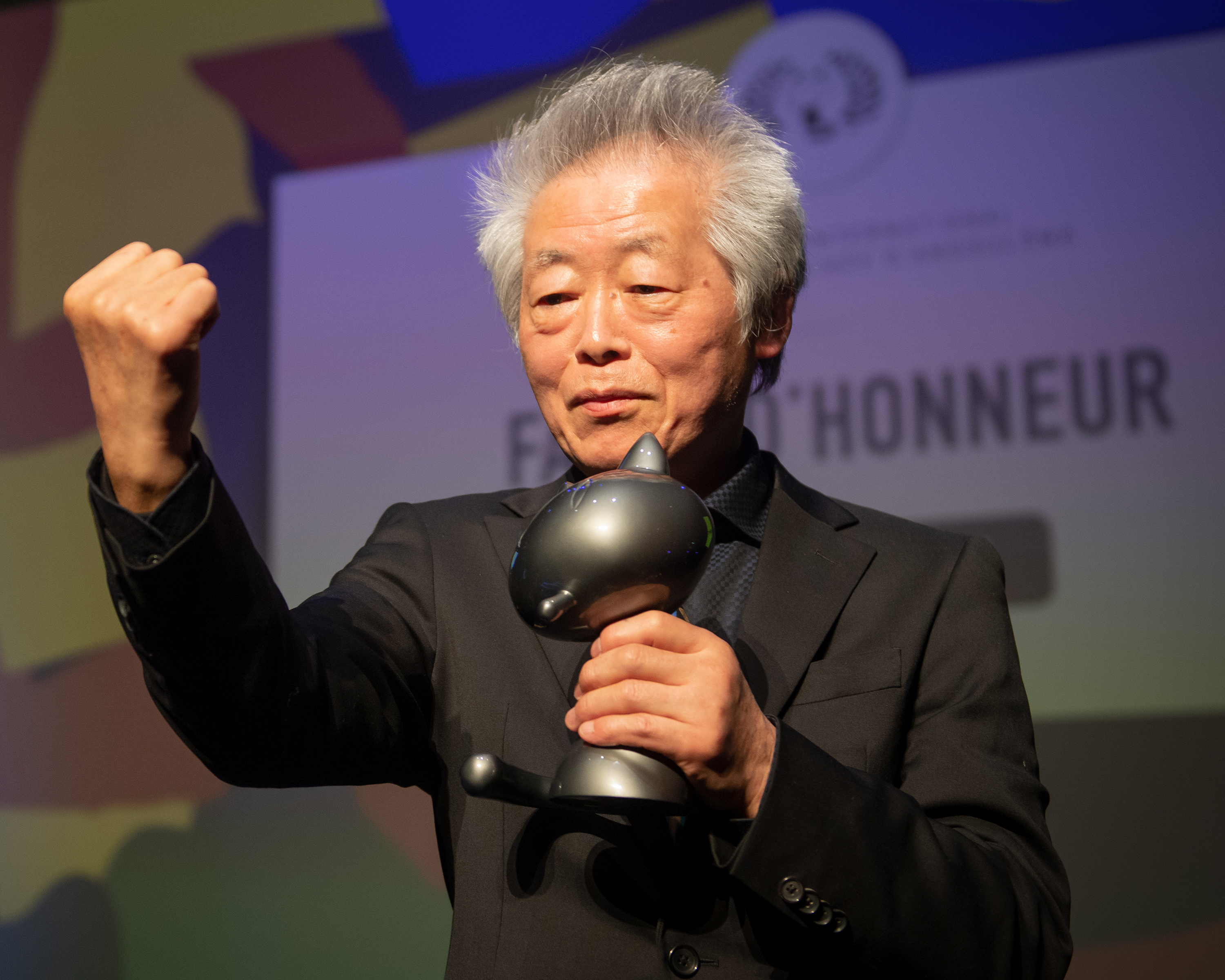
Ryōichi Ikegami, 2023

Ryōichi Ikegami (jap. 池上 遼一, Ikegami Ryōichi; * 29. Mai 1944 in Echizen, Präfektur Fukui, Japan) ist ein japanischer Mangaka.

## Leben
Anfang der 1960er-Jahre war Ikegami als Comiczeichner für Kashihon (Leihbüchereien) tätig. 1966 erschien mit Zai no Ishiki in dem zu dieser Zeit neu gegründeten alternativen Manga-Magazin Garo sein erster Manga in einem Magazin. Diese Kurzgeschichte erregte die Aufmerksamkeit Shigeru Mizukis, der ihn daraufhin als Assistent einstellte.
In den 1970er- und 1980er-Jahren hatte er außergewöhnliche Erfolge in Shōnen-Magazinen wie Shōnen Sunday und Shōnen Magazine, aber auch in Seinen-Magazinen für Erwachsene wie Gekiga King und Big Comic. Dabei arbeitete er fast ausschließlich mit Autoren zusammen, die ihm die Geschichten für seine Zeichnungen lieferten. Zu seinen bekanntesten Werken zählt Otokogumi, das er von 1974 bis 1979 gemeinsam mit Tetsu Kariya im Manga-Magazin Shōnen Sunday veröffentlichte. In dem über 4.000 Seiten umfassenden Kampfsport-Manga geht es um einen Jungen, der es sich zum Ziel gesetzt hat, alle Oberschulen Japans zu beherrschen.
Zu seinen regelmäßigen Partnern zählt der Szenarist Kazuo Koike, mit dem er etwa Ai Ueo Boy, Kizuoibito, Akai no Hato Apiru und Crying Freeman kreierte. Letzterer Manga ist die populärste Zusammenarbeit zwischen Koike und Ikegami und wurde, wie schon Otokogumi, als Realfilm umgesetzt. In Crying Freeman, das von 1986 bis 1989 im Big Comic erschien, stehen eine 29-Jährige und ihre Liebesbeziehung zu einem Auftragsmörder im Vordergrund, der nach jedem begangenen Mord aus Mitleid für seine Opfer zu weinen anfängt.
Seit 1990 zeichnet Ikegami erfolgreich Mangas nach Szenarien von Buronson bzw. Shō Fumimura, die allesamt im Magazin Big Comic Superior erscheinen. So entstanden die Thriller Sanctuary, Strain und Heat sowie das Geschichtsepos Ha – Lord, an dem er weiterhin arbeitet. Die zwölf Sammelbände von Sanctuary verkauften sich über sechs Millionen Mal und für Heat verlieh man ihm 2002 den Shōgakukan-Manga-Preis.
An der Kunsthochschule Ōsaka ist er seit 2005 als Professor tätig.

## Stil
Ikegamis Zeichenstil wird dem Gekiga-Genre zugeordnet. Er ist hyperrealistisch und an den amerikanischen Comiczeichner Neal Adams angelehnt. Der Einfluss amerikanischer Comics zeigt sich etwa in Ikegamis Version von Spider-Man, die er von 1970 bis 1971 im Bessatsu Shōnen Magazine herausbrachte.
Ikegami zeige eine „monumentale Bildgewalt“, zeichne Bilder „von überwältigender Kraft und messerscharfer Genauigkeit“ und mache seine Geschichten „mit bis ins kleinste Detail ausgearbeiteten Hintergründen und Effekten“ glaubwürdig, so Masanao Amano. In seinen ernsten, dramatischen und actionreichen Geschichten geht es meistens um Männer mit großer Willensstärke und oft auch mit außergewöhnlicher körperlicher Kraft.
Ikegami hatte großen Einfluss auf die ihm nachfolgende Generation von Gekiga-Zeichnern. Mehrere seiner Werke wurden international vertrieben; sein Werk ist auf Deutsch, Englisch, Französisch, Italienisch, Spanisch, Portugiesisch, Polnisch, Chinesisch und Koreanisch erhältlich, wobei die Serie Mai 1987 zu den ersten erfolgreichen japanischen Comics in Nordamerika zählte.

## Werke
- Spider-Man (スパイダーマン), 1970–1971, gemeinsam mit Kazumasa Hirai und Kōsei Ono
- Hitoribocchi no Rin (ひとりぼっちのリン), 1973, gemeinsam mit Shinya Atsukida
- Ai Ueo Boy (Ｉ・餓男ボーイ), 1973–1977, gemeinsam mit Kazuo Koike
- Otokogumi (男組), 1974–1979, gemeinsam mit Tetsu Kariya
- Otoko Ōzora (男大空), 1980–1982, gemeinsam mit Tetsu Kariya
- Seiunji (星雲児), 1983–1984
- Kizuoibito (傷追い人), 1983–1986, gemeinsam mit Kazuo Koike
- Mai (舞), 1985–1986, gemeinsam mit Kazuya Kudō
- Crying Freeman (クライング フリーマン), 1986–1989, gemeinsam mit Kazuo Koike
- Nobunaga (信長), 1987–1990, gemeinsam mit Kazuya Kudō
- Offered (オファード), 1989–1990, gemeinsam mit Kazuo Koike
- Sanctuary (サンクチュアリ), 1990–1995, gemeinsam mit Buronson
- Box, 1991, gemeinsam mit Caribu Marley
- Odyssey (オデッセイ), 1996, gemeinsam mit Buronson
- Strain, 1996–1998, gemeinsam mit Buronson
- Heat, 1999–2004, gemeinsam mit Buronson
- Ryūgetsushō (流月抄), 2000–2003
- Ha – Lord (覇-LORD-), seit 2004, gemeinsam mit Buronson